# 음향옴
음향옴(音響-, acoustic ohm)은 음향 임피던스의 단위로, 레일을 단위 면적으로 나눈 것, 다시 말해 압력을 체적 속도로 나눈 것이다. ‘옴’이라는 이름이 붙은 것은, 음향 임피던스를 전기 임피던스에 빗대어 생각할 수 있기 때문이다.
이 단위는 MKS 단위계일 때와 CGS 단위계일 때의 정의가 서로 다르다.
MKS 단위계: {\displaystyle {\rm {1~{ac\,ohm}={\dfrac {1~rayl}{1~m^{2}}}={\dfrac {1~Pa}{(1~m/s)(1~m^{2})}}=1~{N\cdot m^{-5}\cdot s}=1~{kg\cdot m^{-4}}\cdot s^{-1}}}}
CGS 단위계: {\displaystyle {\rm {1~{ac\,ohm}={\dfrac {1~rayl}{1~cm^{2}}}={\dfrac {1~dyn/cm^{2}}{(1~cm/s)(1~cm^{2})}}=1~{dyn\cdot cm^{-5}\cdot s}=1~{g\cdot cm^{-4}\cdot s^{-1}}}}}
1 CGS ac ohm = 105 MKS ac ohm이다.